# Sung Hoon
Sung Hoon (hangul: 방성훈; hanja: 方成勛; rr: Bang Seong-hun; MR: Sŏng Hun; nascido Bang In-gyu, 14 de fevereiro de 1983) é um ator e modelo sul-coreano.

## Início da vida
Sung Hoon possui como nome de nascença Bang In-gyu (hangul: 방인규; hanja: 方仁奎; rr: Bang In-gyu; MR: Pang Ingyu), mas ele mudou legalmente para Bang Sung-hoon porque, desde jovem, ficava doente com frequência e passava por muitas cirurgias. Ele revelou o verdadeiro motivo da mudança em I Live Alone, um programa de variedades, no episódio 312. Ele foi campeão de natação em sua universidade. Ele frequentou a natação por 14 anos, mas teve que desistir por causa de uma lesão na coluna. Logo em seguida, alistou-se no exército, mas o mesmo ferimento que possuía nas costas resultou em sua dispensa prematura. Sung Hoon logo viria a ser treinador de natação. Ele estreou como ator em 2009 com a série White Brown's Because I Love You.

## Carreira

### 2011–2012: Primeiros papéis como ator e sucesso comercial
O papel que Sung Hoon ficaria mais conhecido seria no drama de romance sobrenatural, New Tales of Gisaeng. Sua atuação neste drama lhe rendeu o prêmio de Nova Estrela no SBS Drama Awards de 2011.
Em 2012, ele foi escalado para seu primeiro drama chinês, The Bodyguard. No mesmo ano, ele apareceu no drama histórico Faith, desempenhando um papel de antagonista na produção. Mais tarde naquele ano, ele atuaria em The Birth of a Family.

### 2013–2015: Pausa na atuação e retorno à televisão
Em 2013, Sung Hoon teve um papel como protagonista no drama de fins de semana, Passionate Love. Em 2014, ele participou do web drama 6 Persons Room, onde interpretou um engenheiro de construção que sofre uma lesão e se encontra em um hospital cercado por pacientes estranhos.
Em 2015, Sung Hoon estrelou no web drama Noble, My Love, e apareceu na série de comédia romântica da KBS, Oh My Venus, interpretando um lutador profissional de MMA.
Sung Hoon também é dj e toca em eventos sob o nome artístico de Roiii. Sung Hoon já se apresentou em vários países da Ásia, incluindo China, Hong Kong, Tailândia, Malásia, Singapura e Indonésia.

### 2016–2017: Aumento de popularidade

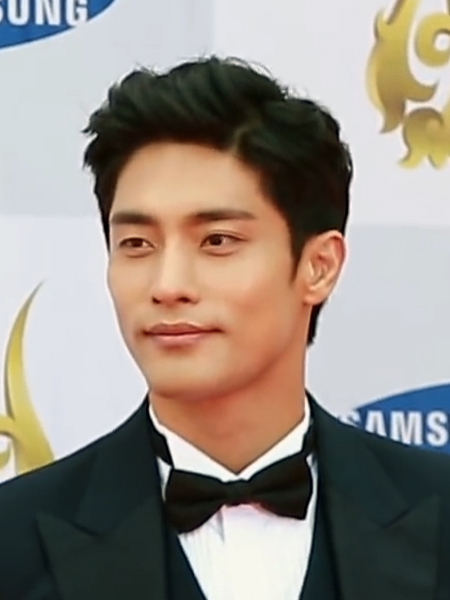
Sung Hoon em 2016

Em 2016, Sung Hoon retornou à televisão coreana ao atuar no drama da KBS, Five Enough, interpretando um modelo que se tornou jogador de golfe profissional, onde sua dupla com Shin Hye-sun gerou enorme atenção entre os telespectadores.
Em 2017, Sung Hoon estrelou a comédia dramática romântica My Secret Romance, na qual interpretou um herdeiro de segunda geração de um chaebol. Em seguida, fez o papel de um produtor de entretenimento em The Idolmaster KR, série baseada no videogame japonês The Idolmaster. No mesmo ano, Sung Hoon foi escalado para o filme de fantasia romântica Are You in Love? ao lado de Kim So-eun. O filme foi lançado em 2020.

### 2018–presente: Ressurgimento e novos papéis na televisão
Em 2018, o filme de ação Brothers in Heaven, lançado em janeiro, foi o longa de estreia de Sung Hoon. Ele atuou ao lado de Jo Han-sun onde os dois interpretaram irmãos gêmeos. Ele também foi escalado para o seriado The Sound of Your Heart: Reboot, bem como para o web drama de comédia romântica, I Picked Up a Celebrity on the Street.
Em 2019, Sung Hoon voltou a atuar na TV com a comédia Level Up, interpretando um especialista em reestruturação de empresas.
No final de 2020, Sung Hoon voltou às webséries com My Secret Star, no papel de uma estrela Hallyu que esconde um grande segredo e conhece uma jornalista de entretenimento, interpretada pela atriz vietnamita Hoàng Yến Chibi, que arrisca sua vida para saber desse mistério.
Em 2021, Sung Hoon estrelou como um advogado com problemas matrimonias nas temporadas 1 e 2 do drama Love (ft. Marriage and Divorce). Em 2022, ele desempenhou o papel de Raphael no drama de comédia romântica da SBS, Woori the Virgin, baseado na série americana Jane the Virgin, onde o ator reuni-se mais uma vez com Im Soo-hyang, sua co-estrela de New Tales of Gisaeng.

## Filmografia

### Filmes
| Ano  | Título             | Papel     |
| ---- | ------------------ | --------- |
| 2018 | Brothers in Heaven | Tae-sung  |
| 2020 | Are You in Love?   | Seung Jae |

### Séries de televisão
| Ano  | Título                          | Papel          | Notas          | Ref.   |
| ---- | ------------------------------- | -------------- | -------------- | ------ |
| 2011 | New Tales of Gisaeng            | Ah Da-mo       |                |        |
| 2012 | The Bodyguard                   | Guo Xu         |                |        |
| 2012 | Faith                           | Chun Eum-ja    |                |        |
| 2012 | The Birth of a Family           | Han Ji-hoon    |                |        |
| 2013 | Passionate Love                 | Kang Moo-yeol  |                |        |
| 2015 | Oh My Venus                     | Jang Joon-sung |                |        |
| 2016 | Five Enough                     | Kim Sang-min   |                |        |
| 2017 | My Secret Romance               | Cha Jin-wook   |                |        |
| 2017 | The Idolmaster KR               | Kang Shin-hyuk |                |        |
| 2017 | Jugglers                        | Lee Kyung-joon | Cameo (Ep. 1)  |        |
| 2019 | Level Up                        | Ahn Dan-te     |                |        |
| 2021 | Love (ft. Marriage and Divorce) | Pan Sa-hyun    | Temporadas 1–2 | [ 30 ] |
| 2022 | Woori the Virgin                | Raphael        |                | [ 32 ] |
| 2023 | Perfect Marriage Revenge        | Seo Do-guk     |                | [ 33 ] |

### Webséries
| Ano       | Título                                | Papel          | Notas                          | Ref.   |
| --------- | ------------------------------------- | -------------- | ------------------------------ | ------ |
| 2014      | 6 Persons Room                        | Min-soo        |                                |        |
| 2015      | Noble, My Love                        | Lee Kang-hoon  |                                |        |
| 2018      | The Sound of Your Heart: Reboot       | Jo Seok        |                                |        |
| 2018      | I Picked Up a Celebrity on the Street | Kang Joon-hyuk |                                |        |
| 2021      | So I Married the Anti-fan             | Choi Jae-hee   | Cameo (Ep. 5, 13, 14 e 15)     |        |
| 2021      | My Secret Star                        | Jin            | Canal da Arirang TV no YouTube | vídeo  |
| 2023–2024 | Death's Game                          | Song Jae-seop  | Cameo                          | [ 34 ] |

### Programas de variedades
| Ano       | Título                                       | Papel                       | Notas                                                                                  | Ref. |
| --------- | -------------------------------------------- | --------------------------- | -------------------------------------------------------------------------------------- | ---- |
| 2012      | Let's Go! Dream Team Season 2                | Time de natação             | Episódio 124 (Equipe do Treinador Bang, que ganhou uma medalha de ouro com Jang Minho) |      |
| 2015      | Our Neighborhood Arts and Physical Education | Time de natação             | Episódio 113–124                                                                       |      |
| 2017–2022 | I Live Alone                                 | No elenco de apresentadores | Episódio 212–431                                                                       |      |
| 2017      | Law of the Jungle                            | No elenco de apresentadores | Nova Zelândia Selvagem (Episódio 265–268)                                              |      |
| 2018      | Law of the Jungle                            | No elenco de apresentadores | Sabah, Malásia (Episódio 325–329)                                                      |      |
| 2018      | Carefree Travellers                          | No elenco de apresentadores | Temporada 2 (Episódio 1–11)                                                            |      |
| 2020      | 기맥힌브로 (Gimmac Hinbro)                   | No elenco de apresentadores | Episódio 1–4                                                                           |      |

### MC (anfitrião oficial)
| Ano  | Evento                                         | Nota                                                                        | Ref.   |
| ---- | ---------------------------------------------- | --------------------------------------------------------------------------- | ------ |
| 2019 | 18º Campeonato Mundial da FINA Gwangju 2019    | MC do 18º Festival da Véspera do Campeonato Mundial da FINA em Gwangju 2019 |        |
| 2020 | 12º Festival Internacional de Documentário DMZ | MC para cerimônia de abertura com o locutor, Lin Hyun Joo                   | [ 35 ] |

### Participações em vídeos musicais
| Ano  | Título                               | Artista                                  | Álbum          | Ref.  |
| ---- | ------------------------------------ | ---------------------------------------- | -------------- | ----- |
| 2009 | Because I Love You (사랑하기 때문에) | White Brown                              | Single         | vídeo |
| 2010 | Promise Me (약속해줄래)              | Oh Yun Hye (오윤혜) com Red Roc (레드락) | Promise Me     | vídeo |
| 2013 | Just the Two of Us (둘이서 한잔해)   | Davichi                                  | Mystic Ballad  | vídeo |
| 2015 | Sunlight                             | Geummi do Crayon Pop ft. Sung Hoon       | 6 Persons Room | vídeo |
| 2016 | CLIMAX (클라이막스)                  | Nop.K (Feat. Hoon.J)                     | CLIMAX         | vídeo |
| 2016 | Dream                                | Real Girls Project                       |                | vídeo |

## Teatro

### Musicais
| Ano  | Título      | Papel       | Ref. |
| ---- | ----------- | ----------- | ---- |
| 2014 | Summer Snow | Dr. Yoonjae |      |

### Peças
| Ano  | Título | Papel | Ref.   |
| ---- | ------ | ----- | ------ |
| 2024 | Art    | Serge | [ 36 ] |

## Discografia

### Músicas
| Título                                                  | Ano  | Álbum                                        |
| ------------------------------------------------------- | ---- | -------------------------------------------- |
| "Sunlight" (com Geummi)                                 | 2016 | 6 Persons Room OST                           |
| "Has It Started?" (시작인가요) (com Kim Jae-kyung)      | 2016 | Noble, My Love OST                           |
| "Has It Started?" (시작인가요)                          | 2016 | Noble, My Love OST                           |
| "Same" (똑 같아요) (com Song Ji-eun)                    | 2017 | My Secret Romance OST                        |
| "You Are the World of Me" (너뿐인 세상)                 | 2017 | My Secret Romance OST                        |
| "Nothing Is Easy" (쉬운 게 없구나)                      | 2017 | My Secret Romance OST                        |
| "Pumping Jumping"                                       | 2017 | Single sem álbum                             |
| "Think About You" (자꾸 널 생각해)                      | 2018 | I Picked Up a Celebrity on the Street OST    |
| "With You Forever" (모든 날 함께해) (com Lee Min-young) | 2021 | Love (ft. Marriage and Divorce) Season 1 OST |
| "It Will Be Okay" (괜찮아)                              | 2021 | Love (ft. Marriage and Divorce) Season 2 OST |
| "For You"                                               | 2021 |                                              |
| "I'll Be With You" (있어줄게)                           | 2022 | Woori the Virgin OST Part 6                  |
| "Truth" (사실은)                                        | 2023 | Perfect Marriage Revenge OSt Part 6          |

## Embaixador
- 2019 - Embaixador Honorário do 18º Campeonato Mundial da FINA Gwangju 2019[39]
- 2021 - Embaixador de Relações Públicas da cidade de Daegu[40]

## Prêmios e indicações
| Cerimônia de premiação       | Ano  | Categoria                                                                  | Indicado(s) / Trabalho(s)                                      | Resultado | Ref.   |
| ---------------------------- | ---- | -------------------------------------------------------------------------- | -------------------------------------------------------------- | --------- | ------ |
| APAN Star Awards             | 2016 | Prêmio de Excelência, Ator em Série Dramática                              | Five Enough                                                    | Indicado  |        |
| Asia Artist Awards           | 2016 | Best Choice Award                                                          | Sung Hoon                                                      | Venceu    | [ 41 ] |
| Asia Artist Awards           | 2017 | Prêmio de Melhor Artista                                                   | Sung Hoon                                                      | Venceu    | [ 42 ] |
| Asia Artist Awards           | 2018 | Prêmio Favorito                                                            | Sung Hoon                                                      | Venceu    | [ 43 ] |
| Asia Artist Awards           | 2021 | Prêmio de Melhor Atuação                                                   | Sung Hoon                                                      | Venceu    | [ 44 ] |
| Asia Model Awards            | 2018 | Estrela Modelo Coreana                                                     | Sung Hoon                                                      | Venceu    | [ 45 ] |
| KBS Drama Awards             | 2016 | Melhor Ator Revelação                                                      | Five Enough                                                    | Venceu    | [ 46 ] |
| KBS Drama Awards             | 2016 | Prêmio de Melhor Casal                                                     | Sung Hoon (com Shin Hye-sun) Five Enough                       | Indicado  |        |
| MBC Entertainment Awards     | 2018 | Melhor Artista na Categoria Variedades (Masculino)                         | I Live Alone                                                   | Venceu    |        |
| MBC Entertainment Awards     | 2018 | Prêmio de Novato na Categoria Variedades (Masculino)                       | I Live Alone                                                   | Indicado  |        |
| MBC Entertainment Awards     | 2019 | Prêmio de Excelência na Categoria Variedades (Masculino)                   | I Live Alone                                                   | Venceu    |        |
| MBC Entertainment Awards     | 2019 | Prêmio de Melhor Trabalho em Grupo                                         | Sung Hoon (com Henry Lau, Kian84, Lee Si-eon) I Live Alone     | Venceu    |        |
| MBC Entertainment Awards     | 2020 | Prêmio de Alta Excelência na Categoria Variedades (Masculino)              | I Live Alone                                                   | Venceu    | [ 47 ] |
| MBC Entertainment Awards     | 2020 | Prêmio de Melhor Casal                                                     | Sung Hoon (com Son Dam-bi) I Live Alone                        | Indicado  |        |
| MTN Ad Festival Awards       | 2020 | Prêmio Estrela Comercial                                                   | Sung Hoon                                                      | Venceu    |        |
| SBS Drama Awards             | 2011 | Prêmio de Nova Estrela                                                     | New Tales of Gisaeng                                           | Venceu    | [ 48 ] |
| SBS Drama Awards             | 2022 | Prêmio de Alta Excelência, Ator em Minissérie de Romance/Comédia Dramática | Woori the Virgin                                               | Indicado  | [ 49 ] |
| SBS Drama Awards             | 2022 | Prêmio de Melhor Casal                                                     | Sung Hoon (com Im Soo-hyang e Shin Dong-wook) Woori the Virgin | Indicado  | [ 50 ] |
| StarHub Night of Stars Award | 2019 | StarHub Dazzling Star Award                                                | Sung Hoon                                                      | Venceu    | [ 51 ] |